# الإقليم الكشفي الإفريقي
الإقليم الكشفي الأفريقي هو مكتب الشعب للمكتب الكشفي العالمي للمنظمة العالمية للحركة الكشفية، ومقرها في نيروبي،كينيا، وتوجد مكاتب فرعية في كيب تاون، جنوب أفريقيا، وداكار، السنغال. الخدمات الأفريقية الكشفية في أفريقيا جنوب الصحراء والجزر المعترف بها أعضاء المنظمة العالمية للحركة الكشفية المجاورة. حاليا، فإن الإقليم لديه 35 عضوا كشفي وطني من الجمعيات أو المنظمات و 11 أعضاء محتملين. هناك ما يقرب من مليون كشاف مسجل في أفريقيا، على الرغم من يشتبه في أن هناك ما يقرب من ضعف هذا العدد في المنطقة. الدول كبيرة مثل مالي وغينيا بيساو وجمهورية أفريقيا الوسطى، والعديد من الدول الصغيرة، ليست بعد أعضاء المنظمة الكشفية العالمية، لأسباب مختلفة.

## روابط خارجية
- شبكة زمالة أفريقيا الكشفية
- المخيم الأفريقي الذي سيعقد في موزامبيق